# کوز (دژ)
کوز (ترکی استانبولی: Koz Kalesi) یا کورشات (ترکی استانبولی: Kürşat)، دژی در ناحیه التینازو در استان ختای، ترکیه است که بروی یک تپه کوچک ساخته شده‌است. این دژ توسط شاهزاده‌نشین انطاکیه با به‌کارگیری سنگ نما ساخته شده‌است. این دژ در سوی شمالی یک دروازه داشت، اما دروازه هم‌اکنون وجود ندارد و بخش شرقی آن مسطح شده‌است. برخی از سنگرهای این دژ تا به امروز پابرجا هستند.